# 高嘉濱
高嘉濱（1964年—），中華民國海軍中將，潛艦軍官出身，畢業於海軍官校正75年班、國立中央大學及國立高雄大學雙碩士，原為前參謀總長黃曙光上將指定之接班人，但後來提前退伍，震驚軍界，現任國防院委任資深研究員，曾任海軍艦指部指揮官、國防部總督察長、海軍司令部副參謀長、海軍司令部後勤處處長、國防大學海軍學院院長、海軍艦指部參謀長、國防部整評司副司長、海軍256戰隊長、海軍2018年敦睦艦隊長、海軍海虎軍艦艦長。2012年7月晉升少將，因肩負主導潛艦國造的重任而升為海軍司令部少將副參謀長，2019年晉升海軍中將，亦是首位海軍出身的國防部中將總督察長，也是首次有少將直升為國防部總督察長職務的第一人。2021年8月1日退伍。2024年1月1日重返實務界，獲聘為國防院專職人員協助國防政策創新。
2012年7月1日將官晉升名單中，高嘉濱晉升少將。在2019年1月1日晉升名單中，時任國防部總督察長的高嘉濱晉任中將。
2020年發生敦睦艦隊群聚感染事件，國防部完成初步行政調查，認定海軍艦隊指揮部與敦睦支隊在整起事件的第一時間並沒有據實以告，避重就輕淡化處理疫情過程，以致造成無法彌補的疫情大缺口。由於造成國防部對外發言的資訊不正確，4月21日第一波行政懲處名單嚴懲海軍艦隊指揮官高嘉濱中將、海軍艦隊指揮部參謀長兼敦睦支隊支隊長陳道輝少將等人。
2021年7月，海軍界盛傳時任艦隊指揮部指揮官高嘉濱中將即將於8月1日退伍，其後此消息獲得證實。

## 荣誉

### 中华民国勋章奖章
- 四等云麾勋章（2019年12月2日于台北博爱营区颁授[7]）
- 四等宝鼎勋章（2021年7月26日于台北博爱营区颁授[8]）

## 外部連結
| 中華民國國防部 |                                                                    |               |
| 前任： 胡開宏  | 國防部總督察長室總督察長 · 第十一任 · 2018年9月1日－2019年11月30日 | 繼任： 黃國明 |
| 前任： 胡展豪  | 海軍司令部少將副參謀長                                             | 繼任： 林育斌 |
| 前任： 侯榮芳  | 國防大學海軍學院少將院長 ·                                         | 繼任： 林育斌 |
| 前任： 王繼開  | 海軍艦隊指揮部少將參謀長 ·                                         | 繼任： 李世強 |